# 컴퓨터 프로그램

C 언어의 "Hello, World" 소스 코드.

컴퓨터 프로그램(영국 영어: computer programme, 미국 영어: computer program)은 컴퓨터에서 실행될 때 특정 작업(specific task)을 수행하는 일련의 명령어들의 모음(집합)이다.  특정 문제를 해결하기 위해 처리 방법과 순서를 기술하여 컴퓨터에 입력되는 일련의 명령문 집합체이며 대부분의 프로그램은 실행 중(즉, 명령어를 '불러들일' 때)에 사용자의 입력에 반응하도록 구현된 일련의 명령어들로 구성되어 있다. 대부분의 프로그램들은 하드디스크 등의 매체에 바이너리 형식의 파일로 저장되어 있다가 사용자가 실행시키면 메모리로 적재되어 실행된다. 컴퓨터 소프트웨어와 비슷한 뜻을 가지고 있다. "컴퓨터프로그램저작물"은 저작권법상 저작물로서 보호된다. 동법에서 컴퓨터프로그램저작물이라 함은 특정한 결과를 얻기 위하여 컴퓨터 등 정보처리능력을 가진 장치 내에서 직접 또는 간접으로 사용되는 일련의 지시 · 명령으로 표현된 창작물을 말한다. (대한민국 저작권법 제2조 16호 및 제4조 제1항 9호)

## 역사

### 초기의 프로그래밍 가능한 머신
최초의 프로그래밍 가능한 머신은 디지털 컴퓨터의 발명을 앞선다. 1801년, 조셉 마리 자카드는 자카드식 문직기를 고안하여 일련의 천공 카드를 따라 패턴을 짰다. 꽃과 잎을 포함하는 패턴을 짠 다음 카드들을 정렬하여 반복할 수 있었다.

## 프로그램과 소프트웨어
프로그램은 프로그래밍된 결과물을 뜻하고, 소프트웨어는 하드웨어의 반대 개념으로서의 의미이지만, 일반적으로는 같은 의미로 쓰인다. 다만, 엄밀한 의미에서는 아래와 같은 차이가 있다.
- 프로그램 : 컴파일된 결과물뿐만 아니라, 프로그래머가 작성한 소스 코드까지도 포함한다.
- 소프트웨어 : 프로그램뿐만 아니라 CD, 설명서, 제품 포장 등 패키지 전체를 뜻하기도 한다.

## 같이 보기
- 프로그래머
- 소스 코드
- 컴퓨터 소프트웨어
- 프로그래밍 언어
- 운영 체제
- 프로세스